# Perezville (Teksas)
Perezville je naseljeno mjesto za statističke potrebe u američkoj saveznoj državi Teksas. Prema popisu stanovništva iz 2010. u njemu je živjelo 5.376 stanovnika.